# 호령항
호령항은 전라남도 여수시 화정면 호령리에 있는 어항이다. 1975년 8월 5일 지방어항으로 지정하여 관리하고 있다. 시설관리자는 여수시장이다.

## 어항구역
본 항의 어항구역은 다음과 같다.
- 수역: 화정면 호령리 남쪽 돌출부와 육고여 중앙부를 연결한 선내수역

## 어항시설
- 외곽시설 130m[1]

## 기본계획
- 계류시설 120m, 외곽시설 277m

## 주요 어종
- 전복